# Somogyi Reneszánsz Szövetség
A Somogyi Reneszánsz Szövetség magyarországi társadalmi szervezet, amely hazánk, s azon belül főként Somogy vármegye reneszánsz kori történeti és kulturális értékeinek felkutatásával, védelmével és bemutatásával foglalkozik.

## Megalakulása
A Somogyi Reneszánsz Szövetség 2007. október 25-én alakult meg a segesdi Árpád-házi Szent Margit kiállítóhelyen. Létrehozásához ösztönzést jelentett, hogy Magyarországon 2008-at, Mátyás király trónra lépésének 550. évfordulóját a reneszánsz évévé nyilvánították.
Az SRSZ kezdeményezői különböző kutatási területek szakemberei - Örsi Károly tájépítész, Nagy Gergely, Janotti Judit, Szekér György építészek (az utóbbi művészettörténész is) és Magyar Kálmán régész-történész -, valamint öt település - Segesd, Ötvöskónyi, Nagybajom, Somogysárd és Andocs - polgármesterei voltak. A szövetséghez hamarosan három további település - Balatonszemes, Szólád és Igal -, később pedig civilszervezetek és magánszemélyek is csatlakoztak.

### Alapító tagok
- Magyar Kálmán régész-történész, a kaposvári Rippl-Rónai Múzeum nyugalmazott főmunkatársa. Nevéhez több kora középkori és középkori leletegyüttes feltárása fűződik (köztük számos somogyi településeken: Segesd, Ötvöskónyi, Balatonszabadi).[2]
- Nagy Gergely építész, az ICOMOS Magyar Nemzeti Bizottságának elnöke. Az ő tervei alapján lett rekonstruálva, felújítva több somogyi rom is (pl. a babócsai Basa-kert), de ő készítette a terveket a segesdi Árpád-házi Szent Margit Múzeumi Kiállítóhely épületének felújításához is.[forrás?]
- Szekér György építész-művészettörténész. Az ötvöskónyi Báthori-kastély rekonstrukciós terveit készítette el, de a beruházás forrás hiányában nem valósult meg.[forrás?]

## Tevékenysége, céljai
A szövetség célja elsősorban a Somogy vármegyei, de az ország más részein vagy akár a határokon túl fellelhető reneszánsz emlékek, kulturális javak (műemlékek, műtárgyak, régészeti leletek és lelőhelyek, a szellemi örökség dokumentumai stb.) számbavétele, kutatása és védelme, továbbá szakszerű bemutatása (kiállításokon, publikációkban). A szövetség szem előtt tartja munkájának közösségi célú (például idegenforgalmi) felhasználhatóságát is.
Az SRSZ tervei között szerepel saját adattár, könyvtár, dokumentációs és anyagbázis fenntartása, kiállítások rendezése és konferenciák szervezése.

### Nagyobb konferenciák
- 2008-ban került megrendezésre a Reneszánsz fénye elnevezésű konferencia Segesden. Bartusz-Dobosi László a Páholy irodalmi folyóirat képviseletében a reneszánsz szövegemlékekről beszélt; további előadók: dr. Prokopp Mária, Szekér György, dr. Magyar Kálmán és Örsi Károly.[4] A konferencia szüneteiben az Új Helikon Reneszánsz Zenei Műhely adott koncerteket.
- 2009-ben ugyancsak Segesden rendezték meg a 800 éves a ferences rend konferenciát. A rendet Rácz Piusz és Horváth Imre Albin képviselte. Magyar Kálmán előadásában a reneszánsz korszak ferences kolostorait vette számba. Fáy Zoltán a ferencesek tárgyakhoz fűződő viszonyát elemezte, különös tekintettel a könyvekre és a könyvtárakra. Szabó Tibor az erdélyi ferences kolostorokról beszélt, míg Martsa Piroska a segesdi ferences templom szobrainak, berendezési tárgyainak restaurációs lehetőségeiről számolt be.
- 2011-ben A bencésektől a reformációig címmel tartottak konferenciát Balatonszemesen a téma hazai kutatóinak részvételével. Vida Tivadar (régész, egyetemi docens, ELTE BTK) a Kárpát-medence kora középkori kereszténységét mutatta be. Szovák Kornél a bencés rend középkori jelentőségéről beszélt, míg Őze Sándor a 16. századi reformáció legújabb forráskutatásának eredményeit elemezte egy konkrét személy élettörténetén keresztül.

A konferenciák egyik rendszeres látogatója és előadója, Prokopp Mária művészettörténész professzor (ELTE-BTK) többször is amellett érvelt, hogy a magyar reneszánsz az olasszal szemben nem becsülendő le, hanem azzal egyenértékű, talán még magasabb színvonalú is.[forrás?]